# São João do Soter
São João do Soter är en kommun i Brasilien.   Den ligger i delstaten Maranhão, i den östra delen av landet, 1 300 km norr om huvudstaden Brasília. Antalet invånare är 17 104.
Omgivningarna runt São João do Soter är huvudsakligen savann. Runt São João do Soter är det glesbefolkat, med 11 invånare per kvadratkilometer.